# Procent

Procenttecken

Procent (av latinets per centum, 'för varje hundrade') är synonymt med hundradel och uttrycket per hundra. En hundradel kan uttryckas som 1/100 eller 0,01 eller 10-2. Det finns även ett speciellt procenttecken: %

## Skrivregler
Istället för 25 hundradelar kan man skriva 25 procent eller 25 %. Då man använder symbolen % skall det finnas ett blanksteg mellan talet och symbolen. Det är heller inte tillåtet att radbryta ett uttryck som 25 %, och det är därför lämpligt att om möjligt använda ett så kallat fast mellanslag vid ordbehandling. Skrivreglerna är hämtade från standarden ISO 31 och boken Svenska skrivregler. Reglerna är i princip internationella eftersom de är antagna av ISO, men följs inte inom alla språk. Det råder exempelvis ingen konsensus huruvida det skall vara blanksteg mellan talet och procenttecknet på engelska.

## Procenträkning
- Med hjälp av bråk kan man uttrycka en procentsats på oändligt många olika sätt:

{\displaystyle 25\,\%={\frac {25}{100}}={\frac {1\cdot 25}{4\cdot 25}}={\frac {1}{4}}={\frac {2}{8}}={\frac {3}{12}}={\frac {4}{16}}={\frac {5}{20}}={\frac {6}{24}}={\frac {7}{28}}=\cdots }
- För att beräkna hur mycket 25 % av 80 är, multipliceras 80 med 25 %:

{\displaystyle 80\cdot 25\,\%=80\cdot {\frac {25}{100}}=80\cdot {\frac {1}{4}}={\frac {1\cdot 80}{4}}={\frac {4\cdot 20}{4}}=20}
- Notera att man får samma resultat om man multiplicerar 80 med vilket som helst av bråktalen som är desamma som (ekvivalenta[särskiljning behövs] med) 25 %. Av exemplet ovan att döma finns det enkla sätt att beräkna 25 % av 80 och svåra sätt: Den enkla beräkningen använder det enklaste bråktalet (1/4) som är detsamma som 25 %.

- Uttryck på formen x % av y är kommutativa för alla reella tal, vilket betyder att x % av y = y % av x. För att räkna ut vad 8 % av 50 är går det alltså lika bra att räkna ut vad 50 % av 8 är.[1]

- Man kan också vara intresserad av att beräkna hur mycket 25 % av 25 % är:

{\displaystyle 25\,\%\cdot 25\,\%={\frac {1}{4}}\cdot {\frac {1}{4}}={\frac {1\cdot 1}{4\cdot 4}}={\frac {1}{16}}}
- För att kunna uttrycka bråket 1/16 i procent måste vi veta hur stor del talet 16 är av talet 100, med andra ord måste vi beräkna kvoten 100/16. Med denna information kan vi beräkna det sökta bråket 100/16:

{\displaystyle {\frac {100}{16}}=6{\frac {1}{4}}=6,25}
Detta visar att 1/16 är 6,25 delar av 100, det vill säga 6,25 %. Vi har härmed visat att 25 % av 25 % är lika med 6,25 %.

## Procent för att beskriva förändringar
Procent används ofta för att beskriva förändringar. Den storhet som återstår efter förändring kan beräknas på två olika sätt.
- Addera eller subtrahera förändring till den ursprungliga storheten.
  - Exempel: En vägsträcka på 2 km förlängs med 50 %. Förändringen på 50 % motsvarar 1 km. Vägsträckan blir efter förlängningen 2 km + 1 km = 3 km.
- Multiplicera storheten med en förändringsfaktor. Förändringsfaktorn f definieras som f = 1 + r, där r är den relativa förändringen som kan vara positiv eller negativ.
  - Exempel: En vägsträcka på 6 km förlängs med 50 %. Den relativa förändringen är 0,5 och förändringsfaktorn är 1 + 0,5 = 1,5. Vägsträckan blir efter förlängningen 6 km × 1.5 = 9 km.
  - Exempel: En vägsträcka på 10 km förlängs med 120 %. Den relativa förändringen är 1,2 och förändringsfaktorn är 1 + 1,2 = 2,2. Vägsträckan blir efter förlängningen 10 km × 2,2 = 22 km.
  - Exempel: En vägsträcka på 20 km förkortas med 20 %. Den relativa förändringen är -0,2 och förändringsfaktorn är 1 + (-0,2) = 0,8. Vägsträckan blir efter förkortningen 20 km × 0,8 = 16 km.

## Relaterade begrepp
- Procentenhet
- Promille (‰)
- Promilleenhet
- Baspunkt (finansiell punkt, hundradels procentenhet)
- Parts per million (ppm) – miljondel
- Parts per billion (ppb) – miljarddel
- Parts per trillion (ppt) – biljondel
- Parts per quadrillion (ppq) – biljarddel